# Акбулатово (Оренбургская область)
Акбулатово — деревня в Кувандыкском городском округе Оренбургской области.

## География
Находится на правом берегу реки Сакмара, в 6 км от поселка Новосамарск.

## История
В «Списке населенных мест» 1871 г. — башкирская деревня Акбулатова (Нижняя Баишева, Бишай).

## Население
| 2010 |
| ---- |
| 53   |